# Seznam kouzel ve světě Harryho Pottera
Kouzla se ve světě Harryho Pottera vyskytují běžně. Tato stránka slouží jako seznam těchto kouzel spolu s definicemi a různými postřehy.
Pokud je kouzlo v závorce, znamená to, že víme, jak se kouzlo jmenuje, ale nevíme kouzelnou formuli. Většina kouzelných formulí je nějakým způsobem odvozena z latiny, mnohdy jsou ale vzhledem k latině v chybném tvaru nebo jsou to anglická slova upravená tak, aby působila jako latina. V knihách je opakovaně zdůrazněno, že nestačí jen formuli vyslovit, je třeba i určité soustředění a trénink.

V knihách a filmech o Harrym Potterovi se setkáme s cca 80-120 kouzly. Po přičtení dalších knih typu Bajky barda Beedleho, Famfrpál v průběhu věků nebo herního hitu Hogwarts Leagacy dostaneme se zhruba k 150 kouzlům. Dle J. K. Rowlingové je ale v kouzelnickém světě kouzel daleko více, údajně až několik set. Každý kouzelník si navíc dokáže určitě kouzlo přizpůsobit jen jemu, tedy může mu něco přidat, nebo ubrat. Záleží jen na zručnosti daného kouzelníka.

## A

### Aberto
Odemyká dveře, je silnější než Alohomora. Použito ve filmu Fantastická zvířata a kde je najít. Z portugalského aberto, což znamená „otevřený“.

### Accio
Přivolávací kouzlo, které přivolá předmět ke kouzelníkovi. Většinou se používá v kombinaci s pojmenováním daného předmětu, například accio koště. Formule pochází z latiny a znamená „volám, přivolávám“ či taktéž „akce“. Většinou se míří směrem k předmětu, kouzlo to zřejmě usnadňuje. Nevyvolává žádné efekty, světlo, paprsky ani jiskry (na rozdíl od kouzla Carpe retractum).
V knize se objevuje již v prvním díle, Harry jej použil např. ve čtvrtém díle, kdy si v prvním úkolu Turnaje tří kouzelnických škol tímto kouzlem přivolal své koště a poté bylo v sedmém díle často používáno při hledání viteálů, ovšem často nefungovalo, neboť viteály byly zabezpečeny černou magií.

### Accio Lumarum
Ochranné kouzlo. Přenese člověka na jiné místo, poprvé použito ve filmu Fantastická zvířata a kde je najít.

### Aguamenti
Vykouzlí z hůlky fontánku vody. V Bradavicích se učí v šestém ročníku, a v šestém díle knihy se objevuje několikrát. Agua znamená španělsky voda, a pochází z latinského aqua. Mentio je latinsky „prohlašuji“ a augmento je „rozmnožuji, zvětšuji“.
Objevilo se v šestém díle, když je Harry s prof. Brumbálem v jeskyni.

### Alerte Ascendere
Jedná se o kouzlo, které svým efektem vymrští cíl vysoko do vzduchu. Zlatoslav Lockhart použil toto kouzlo v dílu Harry Potter a Tajemná komnata (film a kniha) na hada, kterého vyčaroval Draco Malfoy, přičemž doufal v nějaký užitečnější efekt.

### Alohomora
Zaklínadlo sloužící k odemykání zamčených (dveří, oken atd.). Poprvé ho v knize již v prvním díle použila Hermiona Grangerová. Protikouzlo Colloportus.

### Amato Animo Animato Animagus
Kouzlo používané zvěromágy k jejich přeměně. Před pronesením formule je třeba přiložit hůlku na srdce sesilatele, který musí vypít lektvar Animagus. Na tento lektvar je třeba kromě jiného taky list mandragory, který dotyčný musí mít celý měsíc v ústech. Pokud jej náhodou spolkne nebo vyndá, musí začít od začátku.

### Amnesia
viz Zapomeň

### Anapneo
Kouzlo proti dušení. V šestém díle ho použil Horacio Křiklan na Marcuse Belbyho. Řecké slovo anapneo (αναπνεω) znamená „nadechuji se“.

### Anteocula
Kouzlo přeměňující vlasy cíle v parohy.

### Aparecium
Zobrazí neviditelný inkoust. Z latinského apparere, což znamená „objevit se“.

### Aqua Carcerem
Po zasáhnutí soupeře tímto kouzlem se u soupeře objeví koule vody, která ho do sebe uzavře a soupeř po dobu třiceti sekund nemůže nic dělat a jenom nehybně stojí v kouli z bubliny. (Po půl minutě se kouzlo samo zruší a bublina soupeře vyplivne.)

### Aqua Erupto
Vytvoří velký a silný proud vody z konce hůlky.

### Arania Exumai
Kouzlo proti pavoukům. V druhém díle ho použil poprvé Tom Rojvol Raddle (pozdější Lord Voldemort) proti Aragogovi, později ho použil i Harry Potter proti pavoukům ze Zapovězeného lesa. Toto kouzlo působí jen na pavouky. Araneae jsou latinsky pavouci.

### Arania Sortia
Vyvolá z hůlky pavouky.

### Aresto Momentum
Výrazně zpomalí pád. Použito Hermionou v pátém díle při útěku ze Síně věšteb a v sedmém díle při vloupání se do Gringottovic banky. Známo také jako polštářové kouzlo. Také ho použil Albus Brumbál na Harryho Pottera ve 3. díle filmu na famfrpálovém zápase, když Harry padal z koštěte.

### Ascendio
Kouzlo podobné tryskovému pohonu. Ascendio použil Harry Potter ve čtvrtém díle, když potřeboval vyskočit z jezera. Odvozeno od latinského slovesa ascendo – jít vzhůru, zdvihat se, vystoupat.

### Assa in tuo suco
Kletba „usmaž se ve vlastní šťávě“.

### Avada Kedavra
Smrtící kletba
Patří mezi tři „kletby, které se nepromíjejí“ (mezi ně patří i kouzla: Cruciatus a Imperius – za její použití je kouzelník poslán na doživotí do Azkabanu). Člověk, proti kterému je použita, uvidí zelené světlo, uslyší svištivý zvuk a zemře bez jakéhokoliv zranění. Jediný tvor, o kterém se ví, že ji přežil, je Harry Potter. Podařilo se mu to, protože ho chránila láska jeho matky, a to přesto, že ve chvíli útoku na Harryho už byla mrtvá. Kouzlo se obrátilo proti lordu Voldemortovi, který nezemřel díky viteálům. Harrymu po kletbě zůstala jen jizva ve tvaru blesku na čele a spojení s lordem Voldemortem, který na něj přenesl část své duše (nechtěně). Také Fénix přežije. Shoří a z popela se pak znovu zrodí. Kletbu není možné blokovat štítovým kouzlem a zasáhne-li neživý předmět, je poškozen ve výbuchu zelených plamenů. Odvozeno z latinského avadere (odejít) a cadaver (mrtvola).

### Avifors
Kouzlo Avifors je transformační kouzlo schopné přeměnit cíl v ptáka/ptáky, či netopýra/netopýry.

### Avis
Kouzlo vytvářející hejno ptáků. Při seslání vydá kouzlo střelbě podobný zvuk a kouř. Ve čtvrtém díle ho použil Ollivander na prověření Krumovy hůlky. V šestém díle Hermiona následně ptáčky kletbou Oppugno poštvala proti Ronovi.
Formule je z latiny a znamená pták.

## B

### Balit
Kouzlo umožňující bez námahy sbalit vícečetné objekty do kufru, či jiného úložného prostoru. V angličtině zní Pack.

### Baubillious
Efekt tohoto kouzla není dobře znám. Buďto se jedná o kouzlo poškozující povahy (vytváří při seslání blesk), či se jedná o kouzlo na zdobení vánočního stromku stuhami. Jediným známým uživatelem je Filius Kratiknot.

### (Blábolící kouzlo)
Kletba nutící cíl blábolit, kdykoliv se pokusí promluvit.

### (Bleskové kouzlo)
Mocné kouzlo vyžadující mnoho síly. Ze špičky hůlky vyšlehne mohutný blesk. Kouzlo je tak silné, že pouze jedním použitím rozervalo gigantický štít obklopující Bradavice, na jehož tvorbě se podíleli více než tři mocní kouzelníci.

### Bombarda
Formule vytvoří explozi na místě ukázání hůlky. Variantu Bombarda Maxima použila Dolores Jane Umbridgeová k probourání zdi do Komnaty nejvyšší potřeby (ve filmu se dostala a v knize se do komnaty vůbec nedostala). Kouzlo se vyskytuje pouze ve filmu, nikoli v knihách.

### (Bublinové kouzlo)
Vyčaruje velkou bublinu vzduchu, v níž je například možné dýchat pod vodou. Poprvé ho použili Cedric Diggory a Fleur Delacourová ve čtvrtém díle při plnění druhého úkolu Turnaje tří kouzelnických škol.

### Brachium Emnendo
Kouzlo na opravení kostí. Pokusil se ho použít Zlatoslav Lockhart ve druhém díle na Harryho zlomenou ruku. Výsledkem bylo, že Harrymu z ruky všechny kosti zmizely. Brachium znamená paže a enmendo spravuji.

### Brachaibindo
Formule na spoutání nepřítele. Není tak silné jako pouta na tebe nebo petrificus totalus.

## C

### Calvorio
Kouzlo vyvolávající okamžitou ztrátu vlasů u cíle.

### Cantis
Kouzlo, které nutí oběť nekontrolovatelně zpívat. Výraz souvisí s latinským cantō (zpívat) či cantus (zpěv).

### Capacious Extremis
Nezjistitelné zvětšovací kouzlo, zvětší vnitřní dimenzi nádoby, či jiného úložného prostoru, zatímco vnější dimenze zůstane zachována. Tím může masivně zvýšit kapacitu i malé tašky, použito Hermionou Grangerovou v sedmém díle (knize i filmu). Patrně bylo též použito na stany na famfrpálovém mistrovství světa, nebo ke zvětšení vnitřního prostoru auta pana Weasleyho v druhém díle.

### Carpe Retractum
Přitahovací kouzlo. Z hůlky vytryskne fialový blesk (na rozdíl od kouzla Accio, které je bez efektu) a přitáhne daný předmět. Ve třetím díle hry ho používal Ron. Carpe znamená latinsky trhej. Retract znamená vzít zpět.

### Cave Inimicum
Ochranné kouzlo. Pravděpodobně varuje před příchodem nepřátel. Latinsky doslova znamená pozor na nepřátele. Používala ho Hermiona v sedmém dílu na místo, kde stanovali.

### Cistem Aperio
Kouzlo pro otvírání beden a truhel. Použil ho Tom Rojvol Raddle k otevření Hagridovy bedny s Aragogem.

### Colloportus
Formule na kouzelné uzamčení dveří. „Porte“ ve francouzštině znamená dveře, „coller“ zase lepit.

### Colloshoo
Kouzlo vytvoří pod nohama oběti lepivou ektoplazmickou látku, která způsobí, že boty/nohy oběti se okamžitě přilepí k podlaze.

### Colovaria
Kouzlo přeměňující barvu cíle.

### Confringo
Vybuchovací kouzlo, zasažený předmět se rozletí. Použito Harrym v 7. díle při přesunu ze Zobí ulice do domu Teda Tonkse. Také použito v posledním díle na Nagini, když Harry seskočil z náruče Hagrida.

### Confundus
Matoucí kouzlo. Protivník sebou lehce škubne při zásahu tohoto kouzla a tím je zmaten a nevšímá si okolí. Hermiona Grangerová ho v 6. díle použila na Cormaka McLaggena. Dále ho použil Severus Snape na Mundunguse Fletchera, aby Řádu vnukl nápad s Harryho dvojníky a také Harry na hlídače u Gringottových. Confundo je v latině matu, pletu.

### Conjunctivitus
Kletba zhoršující zrak. Způsobuje i bolest a použil ji Viktor Krum v prvním úkolu Turnaje tří kouzelnických škol proti samici čínského ohniváče (drak č. 3). Conjunctivitis znamená latinsky zánět spojivek.

### (Cornflaková kůže)
Kouzlo způsobující, že se kůže na celém těle oběti obalí ovesnými vločkami.

### Crinus Muto
Kouzlo měnící barvu vlasů.

### Cruciatus
Druhá z kleteb, které se nepromíjejí. Způsobuje bolest, která může oběti přivodit i šílenství, jak se to stalo rodičům Nevilla Longbottoma, Frankovi a Alice Longbottomovým.
Formule zní crucio a latinsky znamená mučím. Ačkoliv by měla vést do Azkabanu, Harry ji v pátém díle beztrestně použije na Bellatrix Lestrangeovou na Ministerstvu kouzel, poté co zabila Siriuse Blacka, a v sedmém díle proti Amycusu Carrowovi (také beztrestně), poté co Carrow plivl profesorce McGonagallové do obličeje. Bellatrix Lestrangerová ji v 7. díle použije na Hermionu.

## D

### Defensio
Obranné kouzlo.

### Deferzo
Kletba způsobí okamžité zmenšení předmětu.

### Defodio
Defodio je drtící kouzlo. Působí na cíl vysokým tlakem a tak ho ničí. V minulosti bylo používáno k vyhrabávání truhel. V sedmém díle bylo použito při útěku Harryho, Rona a Hermiony z Gringottovy banky. Později bylo pravděpodobně použito k vyrytí nápisu na Dobbyho hrob.

### Deletrius
Vyvolává zmizení daného předmětu. Delere znamená latinsky ničit.

### Densaugeo
Způsobuje nekontrolovatelný růst zubů. Kouzlo může být použito i na obnovení ztracených zubů. Z latinského dens, což znamená zub, a augeo, což znamená zvětšuji. Použil ho Draco Malfoy na Harryho Pottera ve 4. díle (pouze v knize), přičemž se kouzlo srazilo s kouzlem Harryho a zasáhlo Hermionu Grangerovou, které se poté zvětšily přední zuby.

### Deprimo
Kouzlo vytvářející obrovský tlak na povrch cíle. V sedmém díle ho použila Hermiona, aby unikli z domu Xenofilia Láskoráda před Smrtijedy.

### Depulso
Odpuzující kouzlo, stejné kouzlo jako expeliarmus

### Descendo
Způsobí, že objekt spadne nebo se posune dolů. První použití bylo v 6. díle Harry Potter a Princ dvojí krve Descendo je latinský výraz pro "sestupuji".

### destrukto
Kouzlo vyšle záblesk modrého světla, který zasáhne objekt a zdevastuje vše v okolí. Bylo předvedeno Bellatrix Lestrangeovou v šestém díle, kde rozbilo všechna okna ve velké místnosti a zanechalo za sebou jen spoušť.

### Diffindo
Řezací kouzlo. Bylo vytvořeno za účelem správného sestřižení šatů Delfinou Crimpovou. Jeho efektem může být i trhání a praskání cílového materiálu. Ve čtvrtém díle knihy ho použil Harry Potter k roztržení tašky Cedrica Diggoriho, v šestém díle jím Harry vyměnil desky knížky Prince dvojí krve s Ronovou. Dále bylo použito v sedmém díle (filmu i knihy) při pokusu zničit medailón Salazara Zmijozela a při přeseknutí pout, kterými byl Ron Weasley spoután (pouze kniha).

### Diminuendo
Kouzlo zmenšující objekty. Použil ho při tréninku Nigel Wolpert v Komnatě nejvyšší potřeby ve filmu Harry Potter a Fénixův řád. Je podobné kouzlu Reducio.

### Dissendium
Odhaluje tajné vchody. Bylo použito na otevření hrbu sochy jednooké čarodějnice, který je vchodem do tajné chodby (o té se Harry dozvěděl z Pobertova plánku) z Bradavic do sklepa Medového ráje v Prasinkách. Descent je anglicky sestup. Podobné kouzlo Revelio

### Draconifors
Přemění cíl v draka. Pokud je použito studentem s nevelkými schopnostmi magie, většinou přemění cíl pouze v malého dráčka.

### Ducklifors
Přemění cíl v kachnu.

### Duro
Promění cokoliv kromě přírodních živlů v kámen. V sedmém dílu ho použila Hermiona. Formule znamená v latině ztvrzuji, činím něco tvrdým.

## E

### Ebublio
Kouzlo uvězní nepřátele ve velké, pevné bublině. Kouzlo může být použito i v útočné formě, kdy cíl vybuchne do stovek barevných bublin. To však vyžaduje zároveň použití zavlažovacího kouzla. Seslání kouzla je doprovázeno nádherným fialovým plamenem. Nemůže však zachytit více cílů najednou, tento efekt více-záchytnosti umí pouze Ebublio maxima.

### Ebublio Maxima
Kouzlo je velice podobné kouzlu Ebublio, ale bublina má možnost zachytit více cílů najednou.

### Enervate
Probudí člověka z bezvědomí. Je to protikouzlo proti Omračujícímu kouzlu Stupefy. Je doprovázeno červeným světlem. Někdy bývá uváděno jako Rennervate.

### Engorgio
Zvětšovací kouzlo. Protikouzlem je kouzlo Reducio. Použito Bartym Skrkem mladším (byl převlečen mnoholičným lektvarem za Pošuka Moodyho) při první hodině, když žákům předváděl kletby, které se nepromíjejí.

### Engorgio Skullus
Kouzlo disproporčně zvětší hlavu. Protikouzlem je kouzlo Redactum Skullus.

### Entomorphis
Kouzlo přeměňující cíl v hmyz. Funguje pouze po krátkou dobu.

### Epidior
Kouzlo, které kolem vás a ostatních blízko vás vykouzlí kouli žlutých blesků a ty vám zahojí lehká zranění (podobné kouzlu Episkey, ale toto může být použito na více lidí).

### Episkey
Užívá se pro zhojení relativně lehkých zranění.
V šestém díle tímto kouzlem (ve filmu Lenka Láskorádová, v knize Nymfadora Tonksová) napravila zlomený nos Harrymu. Řecky episkeui (επισκευή) znamená opravit.

### Epoximise
Transformační kouzlo, které spojí dva cíle dohromady.

### Erecto
Z příslušných součástí postaví skoro všechno. Harry, Ron a Hermiona toto kouzlo často používali v Harry Potter a relikvie smrti pro postavení svého stanu, když se často přesouvali z místa na místo a sháněli viteály lorda Voldemorta.

### Evanesco
Odstraňovací kouzlo. Z latinského slova evanescere, které znamená zmizet. Poprvé jej použil Bill Weasley v pátém díle, aby odstranil plány, které zbyly po poradě Fénixova řádu. Severus Snape jím běžně likviduje nevydařené lektvary studentů. Variantu vipera evanesca použil ve filmu (nikoli knize) Harry Potter a Tajemná komnata profesor Severus Snape, aby nechal zmizet hada vyčarovaného Dracem Malfoyem. (Vipera znamená latinsky zmije.) Jak se lze dozvědět ze sedmého dílu knihy od profesorky McGonagallové, tyto věci zmizí „do nebytí“.

### Everte Statim (v angl. Everte Statum)
Latinsky everto = vyvracet, statim = okamžitý, naléhavý, neprodleně neodkladný. Používá se pro odhození protivníka stranou. Řadí se mezi soubojová kouzla. Poprvé ho použil Draco Malfoy ve filmu ve druhém díle při Soubojnickém klubu na Harryho.

### Patronovo zaklínadlo (Expecto Patronum)
Vykouzlí patrona, pozitivní sílu, Ochránce, který má v případě, že je opravdu mocný, podobu zvířete a je velmi účinný proti mozkomorům a dalším nebezpečným magickým tvorům. Podoba Ochránce je charakteristická pro každého kouzelníka, ale po výrazné změně osobnosti se může změnit. Zkušený kouzelník může do patrona nahrát i stručný vzkaz a poslat jej na určité místo. Poprvé se objevuje od 3. dílu, kde ho použije Remus Lupin na zahnání mozkomora. Harry ho taktéž použije poprvé ve třetím díle, ve kterém se ho naučí používat od profesora Lupina. Ve 4. díle se objevuje možnost posílat po něm vzkazy – Albus Brumbál posílá svého fénixe se zprávou k Hagridovi. A v sedmém díle ho použil Aberforth proti většímu množství mozkomorů. Patron je velice složité zaklínadlo patřící do vysoké úrovně magie a lze ho vykouzlit jen se silnou vůlí – mimo formule je k jeho vyčarování potřeba aktivně myslet na nějakou velice výraznou a šťastnou vzpomínku. Lord Voldemort, Červíček, většina Smrtijedů a Salazar Zmijozel nemohou mít Ochránce, protože ochránci slouží pouze proti černé magii, kterou oni používají. (Severus Snape ochránce mít mohl, z toho důvodu, že přešel na stranu dobra a k používání černé magie byl nucen). Expecto znamená latinsky „očekávám“, patronum znamená „ochránce“ (4. pád).
Pokud je kouzelník nebo čarodějka zvěromág, bývá jejich zvířecí podoba i jejich patronem.
Osoby a podoby jejich ochránců:
- Harry Potter – jelen – dvanácterák, zdědil po svém otci
- Hermiona Grangerová – vydra, ovšem kouzlo jí moc nešlo
- Ron Weasley – pes (teriér)
- Ginny Weasleyová – kůň
- Arthur Weasley – lasička
- Albus Brumbál – fénix
- Nymfadora Tonksová – fretka, později vlk (zamilovala se do Lupina, který je vlkodlak)
- Minerva McGonagallová – mourovatá kočka (taktéž její zvířecí podoba)
- Cho Changová – labuť
- Lenka Láskorádová – zajíc
- Dolores Jane Umbridgeová – kočka
- Severus Snape – laň, stejný jako Harryho matky (Snape ji celý život miloval)
- Kingsley Pastorek – rys
- Ernie Macmillan – kanec
- Seamus Finnigan – liška
- James Potter – jelen (dvanácterák, viz Pobertové), zdědil ho po něm jeho syn Harry
- Lily Potterová – laň
- Aberforth Brumbál – kozel
- Remus Lupin – vlk
- Rita Holoubková – patrně brouk (její zvířecí podoba)
- Sirius Black – patrně pes (jeho zvířecí podoba velkého černého psa se nazývá Smrtonoš). Mezi Poberty měl přezdívku Tichošlápek, viz Pobertové)
- Godrik Nebelvír – patrně lev
- Rowena z Havraspáru – patrně havran
- Helga z Mrzimoru – patrně jezevec
- Salazar Zmijozel – patrně had

### Expelliarmus
Odzbrojovací kouzlo. Člověk, který je touto kletbou zasažen, ztratí hůlku (vyletí mu z ruky), a pokud je kletba dost silná, je schopna ho i udeřit či zvednout do vzduchu a odhodit. Kouzlo při použití vytváří červené světlo. Někdy je vyobrazeno pouze jako bílý, či modrý záblesk, který se objeví na špičce hůlky sesilatele a následně u cíle (záblesky nejsou propojeny). V druhém díle je vyobrazeno jako mohutný zlatý paprsek. Latinsky expellimus znamená „vyháníme“ a arma latinsky zbraň.
Poprvé se toto kouzlo objevilo ve druhé knize, kdy ho použil Snape k odzbrojení Zlatoslava Lockharta v Soubojnickém klubu. V sedmém díle také prozradilo pravého Harryho, když Stana Silničku pouze odzbrojil, namísto toho, aby jej omráčil.

### Expertonum
Ovládá oheň.

### Expulso
Rychlé kouzlo. Pokud ho kouzelník nabije, funguje jako automatická puška. Člověka, kterého toto kouzlo zasáhne, čeká velmi nepříjemné pokračování. Toto kouzlo bylo použito v sedmém díle.

## F

### Fenesta
Ničí sklo na drobné střepiny. Použito ve filmu Fantastická zvířata a kde je najít.

### Ferula
Vykouzlí obvazy a omotá je kolem končetiny či jiné zraněné části těla. Použito ve třetím díle Remusem Lupinem na Rona.

### Fianto Duri
Ochranné kouzlo, které zpevňuje již existující bariéru. Použili ho v sedmém díle filmu Filius Kratiknot spolu s Molly Weasleyovou a Horáciem Křiklanem při vytváření magické bariéry kolem Bradavic.

### Fiat Lux
Vykouzlí slabé světlo v okolí kouzelníka.

### (Fideliovo zaklínadlo)
Ukrývací kouzlo. Pro jeho provedení je třeba důvěryhodná osoba, která jediná ví, jak skrytou věc najít. Bylo tak zamaskováno například sídlo Fénixova řádu, dům Fleur a Billa nebo také dům Potterových. Fidelis znamená latinsky „věrný, spolehlivý, oddaný“.

### Fiendfyre[3]
Kletba vyčaruje zložár, ohnivé duchy, jenž zničí vše v okolí. Použil ji Vincent Crabbe v sedmém dílu série v Komnatě nejvyšší potřeby proti Harrymu, Hermioně a Ronovi. Kouzlo se však vymklo kontrole, zabilo Crabbea a zničilo diadém Roweny z Havraspáru přeměněný Voldemortem na viteál. Fiend fire je anglicky ďábelský oheň.

### Finite
Ruší probíhající děje. Neslouží k odstranění následků proběhlých. Finite incantatem ruší působící kouzla. Finite je latinsky „skončete“ a incantatum je „zaklínadlo, kouzlo“. Ve druhém díle jej použila Hermiona na začarovaný potlouk (pouze ve filmu), v šestém díle ho použila Lenka Láskorádová na Harryho Pottera pod kletbou Petrificus Totalus, v sedmém díle jej poradila Hermiona Ronovi, aby mohl ukončit probíhající déšť v jedné z kanceláří na Ministerstvu.

### Flagrante
Kletba, která způsobí, že očarovaný objekt popálí kohokoliv, kdo se jej dotkne.

### Flagrate
Kouzlí ohnivé čáry ve vzduchu, slouží ke psaní do prostoru. Ohnivým X označila v 5. knize Hermiona dveře vedoucí do místností na odboru záhad. Formule znamená latinsky spálenina. Ve druhém díle pomocí tohoto kouzla napsal Voldemort, coby Tom Raddle, v tajemné komnatě své jméno.

### Flipendo
Kouzlo velmi podobné zaklínadlu Depulso. Také odhazuje předměty, slouží ale spíše pro prvňáky a druháky v Bradavicích.
Flip znamená anglicky otočit, odhodit. Toto kouzlo se objevuje pouze v hrách na motivy prvních dvou knih.
Existují i variace Flipendo Duo, které vystřelí mnoho kouzel Flipendo najednou v podobě roje modrých jisker, a Flipendo Tria, které má sílu odhodit mnoho oponentů najednou, v podobě malého tornáda.

### Forget
viz Zapomeň

### Fugio
Věc zasažena kouzlem nabude schopnost létat. Používá se hlavně pro košťata nebo koberce.

### Fulgur Vestis
Vykouzlí modrý blesk (latinsky fulgur), který může mít funkci útočnou nebo jako světlice.
V knihách se nevyskytuje. Jednou je použito v povídce Harry Potter and Pactum Purgamen, a ve tvaru Fulgar vestis (sic!) v povídce Válka, láska a budoucnost.
V divadelní hře Harry Potter a prokleté dítě a v Soubojnickém klubu počítačové hry Harry Potter: Hogwarts Mystery se používá podobně znějící formule Fulgari.

### Fumos
Kouzlo vytvoří ze špičky hůlky proud temného kouře. Při číselném modifikátoru Fumos Duo vytvoří dost hustého kouře na zakrytí skupiny lidí.

### Furnunculus
Bolákové kouzlo. Při zasažení vytváří na kůži boláky. Použito Harrym Potterem na Draca Malfoye poté, co na něj vyslal zaklínadlo Densaugeo, nicméně se zaklínadla ve vzduchu srazila a Harryho bolákové kouzlo se odrazilo na Gregoryho Goyla, kterému způsobilo na nose velké, ošklivé vředy. (Pouze v knize 4. díl.)

## G

### Geminio
Kopírovací kouzlo. V sedmém díle ho použila Hermiona na výrobu duplikátu medailonku Salazara Zmijozela.
Také jím byl zaklet obsah trezoru Lestrangeových, a při každém dotyku se vytvořily kopie nerozpoznatelné od originálu. V českém vydání ovšem v tomto případě nazývali kouzlo Gemino. Gemini jsou latinsky dvojčata, blíženci.

### Glacius
Zmrazovací kouzlo. Vytváří led ve směru hůlky. Ve třetím díle počítačové hry ho používal Harry a Hermiona. V latině glacies (s e, nikoli u) znamená led.
Posílená verze Glacius Duo je použitelná v duelu a zmrazí protivníka, podobně jako mnohem silnější Glacius Tria.

### Glisseo
Toto kouzlo je možné použít pouze na schodiště, které tím promění ve skluzavku. Účinek se dostaví okamžitě. (Použito Hermionou v 7. díle.) Tímto kouzlem bylo také začarováno schodiště do dívčích ložnic v Bradavicích. Kouzlo začalo působit, stoupl-li na schodiště chlapec.

## H

### Harmonia Nectere Passus
Použito v 6. díle, kdy Draco Malfoy využil rozplývavé skříně k průchodu smrtijedů do Bradavic.

### (Hasicí kouzlo)
Kouzlo způsobuje vyhasnutí ohně, na který je hůlka namířena.

### Herbifors
Kouzlo způsobující růst květin na těle (obzvláště hlavě) cíle.

### Herbivicus
Kouzlo nutící rostliny okamžitě vyrůst.

### (Hnis z nosu)
Kouzlo způsobí, že oběti začne téct žlutý hnis z nosu.

### (Hodinové kouzlo)
Nestabilní a nebezpečné kouzlo umožňující kouzelníkovi vrátit se až pět hodin zpět v čase.

### Homenum Revelio
Průzkumní kouzlo, které opatří ujištění, není-li v domě či jiném prostoru kouzelník.

### (Homorphovo kouzlo)
Velmi složité kouzlo určené k přeměně Zvěromága, Vlkodlaka, či transfigurovaného objektu zpět do původního stavu.

### Hop/Vzhůru
Kouzlo k zvednutí koštěte. V knize používáno jako zaklínadlo Vzhůru. Ve filmu Hop.

### (Horkovzdušné kouzlo)
Kouzlo vytvářející proud horkého vzduchu ze špičky hůlky.

### (Horton-Keitchovo brzdící kouzlo)
Kouzlo využívané společností Comet k tomu, aby jejich košťata velmi snadno zastavovala.

### (Hyacintové plameny)
Toto kouzlo je specialita Hermiony Grangerové. Vykouzlí voděodolné, modré plameny, které tepelně ovlivňují pouze objekty přímo nad plamenem. Plameny mohou být přenášeny ve sklenicích, či drženy v ruce, aniž by poškodily objekt, či člověka.

## I

### Illegibilus
Kouzlo učiní psaný text nečitelným.

### Immobilus
viz (Zmrazovací kouzlo)

### Immobulus
viz (Zmrazovací kouzlo)

### Impedimenta
Kouzlo, které má zabránit pohybu cíle vůči kouzelníkovi. Může mít mnoho efektů, jako znehybnění, odhození, zpomalení, nebo i levitaci cíle. Formule znamená latinsky překážky.

### Imperius
Třetí z kleteb, které se nepromíjejí. Umožňuje absolutní ovládání oběti. Někteří lidé se silnou vůlí, jako například Harry Potter, se jí dokáží vzepřít. Samotná formule zní imperio, což latinský znamená vládnu. Většina lidí se po nějaké době kouzlu vzepře, jako Barty Skrk.
Mnoho smrtijedů se po pádu Voldemorta hájilo, že bylo pod jejím vlivem, a mnoho nevinných osob skončilo v Azkabanu, přestože pod jejím vlivem skutečně bylo.
V posledním filmovém díle byla použita Harrym beztrestně, a to na skřeta v bance, a Minervou McGonagallovou na Smrtijeda Amycuse Carrowa.

### Infernum
Kouzlo vytvářející mohutný kruh ohně kolem sesilatele pohybující se dle směru hůlky. Bylo použito Albusem Brumbálem v šestém díle proti neživým

### Impervius
Kouzlo učiní cíl odolný vůči kapalinám. Umožňuje tak například kouzelníkovi být v dešti a přesto nezmoknout viz Repellentus.

### Impled Illud
Tímto jednoduchým kouzlem naplníte jistý předmět kouzlem. To pak bude spuštěno vrácením předmětu do podoby, jakou měl, když se očaroval

### Inanimatus Conjurus
Kouzlo, které přeměňuje různé druhy živočichů na jiné.

### Incendio
Zapálí nebo nechá vzplanout nějaký předmět. Incendo znamená latinsky zapaluji.
Intenzivnější variace Incendio Duo a Incendio Tria umožňují přivolat zelený (Duo), či modrý (Tria) plamen o vyšší teplotě a velikosti, než kouzlo Incendio.

### Indicare
Po použití zaklínadla se hůlka začne chovat jako kompas – bude ukazovat sever.

### Inflatus
Nafoukne cíl. Je-li kouzlo použito s dostatečnou silou, cíl se nafoukne, vybuchne a uvolní tucty barevných balónků.

### Informus
Po seslání na cílového tvora, či rostlinu přidá informace o něm do kouzelníkova Folio Bruti (bestiáře tvorů a rostlin).

## J

### (Ječící kouzlo)
Kouzlo používané k ochraně určitého místa. Vstoupí-li na toto místo nepovolaná osoba, kouzlo začne vydávat hlasitý zvuk o vysoké tónině, aby na ni upozornilo.

### Jinx
Z hůlky vystřelí modrý paprsek

### Javor, buk, linda, platan, ať je tahle krysa zlatá
Nefunkční zaklínadlo, které George naučil Rona. Ten se jej pak neúspěšně pokusil předvést v Bradavickém expresu na Prašivce při prvním setkání s Herrym a Hermionou. Formule anglicky zní: Sunshine, daisies, butter mellow, Turn this stupid, fat rat yellow.

## K

### (Kaskádové kouzlo)
Kouzlo vytvoří explozi, která zasáhne mnoho cílů najednou.

### (Kletba Antonina Dolohova)
Kletba používaná Antoninem Dolohovem. Svižným pohybem hůlky vyšle k cíli fialové plameny, které po zásahu způsobí vážná vnitřní zranění, či dokonce smrt.

### (Kletba Hermiony Grangerové)
Kouzlo, které Hermiona vytvořila speciálně pro Brumbálovu armádu. Pokud by nějaký člen tajnou skupinu zradil, vyraší mu na tváři boláky, které dohromady vytvoří slovo „práskač“ (SNEAK).

### Klihando
Po této kletbě se zasaženému přilepí jazyk k patru a postižený nemůže mluvit. Vynalezeno Princem dvojí krve (Severus Snape). Použita pouze v knize na Protivu. Viz Langlock.

### (Klopýtací kletba)
Vyčaruje neviditelnou překážku, o kterou zakopne každý, kdo jde kolem. Poprvé ji použil Draco Malfoy na Harryho, když Brumbálova armáda prchala před Umbridgeovou.

### (Kotlík v cedník)
Transformační kouzlo, které přemění libovolný kotlík v cedník, čímž způsobí vylití tekutiny v kotlíku obsažené.

### Kullomulium
Kouzlo v podobě oranžového, či zeleného projektilu, které pronásleduje svůj cíl, dokud nenarazí na překážku, či na cíl samotný. Při nárazu způsobí podobné poškození jako Omračovací kouzlo.

## L

### Lacarnum Inflamari
Podpalovací kouzlo. Toto kouzlo bylo použito Hermionou Grangerovou v prvním dílu, když podpálila Snapeovi plášť při Famfrpálu.

### Lapifors
Kouzlo růžové barvy přemění cíl v zajíce, či králíka.

### Legilimens
Umožňuje kouzelníkovi či čarodějce proniknout do mysli druhého člověka (oběti).
Poprvé jsme ho mohli vidět v pátém díle, při hodinách nitrobrany, ale ve znění lakerimé. Legere je latinsky číst a mens je mysl.

### Levicorpus
Kletba, která způsobí, že postižený visí za kotník hlavou dolů ve vzduchu a lze ho přemisťovat, dokud na něj není použita protikletba Liberacorpus. Vynalezl ji Princ dvojí krve jako neverbální zaklínadlo a používali ho i Smrtijedi. Levare je latinsky zvednout a corpus je tělo. Toto kouzlo jste mohli vidět v 5. díle Fénixův řád, když jeden ze Smrtijedů uhodil Lenku Láskorádovou, ta však Smrtijeda tímto kouzlem odhodila. Kouzlo je neverbální, takže při jeho používání si může kouzelník zaklínadlo myslet v hlavě a nemusí jej vyslovovat. Kouzlo je vyvoláno se zábleskem zeleného světla.

### Levioso
Zaklínadlo velmi podobné kouzlu Wingardium leviosa, která funguje i na lidi. Je používáno ve hře Hogwarts Legacy.

### Liberacorpus
Protikletba ke kletbě Levicorpus, vynalezl ji též Princ dvojí krve. Liberare je latinsky uvolňovat, osvobozovat a corpus je tělo.

### Locomotor
Kouzlo o mnoho silnější než Wingardium leviosa, neboť dokáže zvedat a přenášet i živé tvory. Při seslání je nutno říct jméno cíle, například „locomotor kufr“.

### Locomotor Mortis
Svěrací kouzlo. V prvním díle si ho zkoušel Malfoy na Nevillovi a ten pak měl spoutané nohy k sobě a mohl jenom snožmo skákat a to samé kouzlo se naučili Ron s Hermionou, aby mohli zneškodnit Snapea, když soudcoval utkání Nebelvír vs. Mrzimor ve famfrpálu. Protikouzlo existuje, ale neznáme formuli. Latinsky je locus místo, motor hybatel a mortis smrti (2. pád).

### Locomotor Wibbly
Záblesk červeného světla vyvolá slabost v nohách cíle a způsobí, že spadne. Kouzlo je taky známo jako Kletba želatinových nohou.

### Lumos
Rozsvítí světlo na špičce hůlky. Světlo také trochu zahřívá. Použil ho Harry Potter v Tajemné komnatě. Opačné kouzlo je Nox, které světlo zase zhasne. Latinsky lumen je světlo. Vynalezeno Levinou Monkstanley v roce 1772.

### Lumos Maxima
Kouzlo vytvářející oslňující světlo na špičce hůlky, které může být vrženo v podobě létající svítící koule, která osvětluje okolí.

### Lumos Solem
Kouzlo vytvářející oslnivý proud slunečního světla ze špičky hůlky. Použila ho Hermiona v prvním díle, když pomáhala Ronovi z Ďáblova osidla (pouze ve filmu).

### Lumos Duo
Tato modernější verze kouzla Lumos, způsobí, že ze špičky hůlky vyzařuje extrémně jasný a intenzivní paprsek světla, který může být použit pro různé účely. Svítí v bílé barvě, což je rozdíl od ostatních verzí kouzla Lumos. Například světlo kouzla přinutilo vlkodlaky ustoupit a hinkypunky ztuhly, a proto může toto kouzlo být použito něco jako štít.

## M

### Magicus Extremos
Kouzlo umožní kouzelníkovi po krátkou dobu sesílat mnohem silnější kouzla.

### Melofors
Kouzlo zasáhne oranžovým paprskem oběť a uzavře její hlavu v dýni.

### Meteolojinx Recanto
Toto kouzlo poradil Arthur Weasley Reginaldu Cattermolovi, zaměstnanci Ministerstva kouzel, na odstranění kletby způsobující déšť v místnosti. Netušil, že to nebyl Reginald, ale jeho syn Ron zamaskovaný mnoholičným lektvarem. Je také pravděpodobné, že toto kouzlo bylo použito Bartemiusem Skrkem mladším ve filmu Harry Potter a Ohnivý pohár.

### Mimblewimble
Kouzlo způsobí, že se jazyk oběti doslova zamotá a zabrání tak například vyzrazení určitého tajemství.

### Mdloby na tebe
Případně „Mdloby na vás“. Omračovací kouzlo. V anglickém originále používáno jako zaklínadlo Stupefy.

### Mobiliarbus
Kouzlo určené k levitaci rostlin.

### Mobilicorpus
Kouzlo určené k levitaci živých tvorů.

### Molliare
Je to polštářové kouzlo. Použil ho Albus Severus Potter a Scorpius Malfoy, když skákali ze střechy vlaku, který jel do Bradavic.

### Morsmordre
Vykouzlí znamení zla. Používali jej Smrtijedi na označení místa, kde provedli nějaký zločin, nejčastěji vraždu. Poprvé jsme ji viděli ve 4. díle, kdy viděl Harry Bartyho Skrka Juniora. Mors je latinsky smrt a mordre francouzsky kousnout či uštknout.

### Mucus ad Nauseam
Českým překladem Hlen až do zhloupnutí, známá též jako Kletba nudlí. Po zásahu zeleného světla způsobí vážné nachlazení, rýmu a extrémní zahlenění nosu.

### Multicorfors
Kouzlo umožňující kouzelníkovi změnit barvu oblečení cíle.

## N

### (Naplňovací kouzlo)
Znovu naplní nádobu tekutinou, která v nádobě byla před vyprázdněním.

### (Nehtové kouzlo)
Způsobí, že nehty na nohou oběti začnou růst vysokou rychlostí.

### (Nepálivý oheň)
Kouzlo očaruje oheň, aby při kontaktu nepálil, ale šimral. Čarodějka Wendelina se tímto kouzlem proslavila, když byla 47krát neúspěšně upálena.

### (Neporušitelný slib)
Kouzlo neznámého zaklínání, které uzavře přísahu mezi dvěma kouzelníky. Je-li slib porušen jedním z nich, ten, jenž ji porušil, zemře. Byl použit v 6. díle na Severuse Snapea, který kvůli němu musel zabít Albuse Brumbála.

### (Neproniknutelné kouzlo)
Kouzlo očaruje objekt (například dveře), čímž je učiní neproniknutelné a zvukotěsné.

### (Nerozbitné kouzlo)
Kouzlo učiní libovolný objekt nerozbitným.

### Nox
Zhasne světlo vyčarované kouzlem Lumos. Nox znamená latinsky noc.

## O

### Obliviate
viz Zapomeň

### (Obrácená kolena)
Kouzlo způsobující, že se kolena oběti obrátí na opačnou stranu, stejně jako chodidla.

### Obscuro
Kouzlo zakryje páskou oči cíle. Hodí se do duelů na rozptýlení.

### Ocullus reparo
Varianta kouzla Reparo. Kouzlo, které bylo použito na opravu Harryho brýlí.

### Oko norka, harfy šum, proměn vodu v dobrý rum
Kouzlo se v prvním díle pokusil použít Seamus Finnigan, aby proměnil vodu v rum. Místo toho mu kouzlo vybuchlo do obličeje a Ron Harrymu řekl, že se mu to minule podařilo proměnit ve slabý čaj. Anglická formule zní Eye of rabbit, harp string hum, turn this water into rum.

### (Opisovací kouzlo)
Kouzlo neznámým způsobem pomáhá kouzelníkovi v podvádění při písemných zkouškách.

### Oppugno
Použito v šestém díle. Hermiona tak poštvala hejno ptáčků vyčarovaných kouzlem Avis proti Ronu Weasleymu. Formule je z latiny a znamená bojuji.

### Orbis
Kouzlo použitelné pouze pokud je cíl ve vzduchu. Obklopí jej vírem modrého světla a zaboří jej do země.

### Orchideous
Kouzlo vytvoří květiny na místě, kam ukazuje hůlka. Může být také použito k přeměně cíle v květiny. Použil ho výrobce hůlek Ollivander při kontrole hůlky Fleur Delacour ve 4. díle (pouze v knize). Poté ho použila Hermiona na hrob Harryho rodičů, kde vykouzlila věnec.

### (Osrsťovací kouzlo)
Kouzlo způsobující náhlý růst srsti na těle cíle.

## P

### Partis Temporus
Kouzlo vytvoří mezeru v cíli. Kouzlo pravděpodobně nefunguje na pevné objekty. Je ale použitelné na magické bariéry a (ve všech případech použití) oheň.
Použito Brumbálem v šestém díle během úniku z jeskyně.

### (Patentované kouzlo denního snění)
Kouzlo umožňuje cíli mít až 30minutový, vysoce realistický sen. Kouzlo bylo pravděpodobně vytvořeno bratry Fredem a Georgem Weasleyovými.

### Perfendi
Kouzlo k uzamčení dveří.

### Pede Labetur
Zakopávací formule.

### Perrikulus (Periculum)
Při použití vyletí z hůlky červená světlice. Použito ve 4. díle ve třetím úkolu. Latinské Periculum znamená nebezpečí. Zde bráno jako „Jsem v nebezpečí, žádám o pomoc“.

### (Permanentní lepicí kouzlo)
Silné kouzlo způsobující, že cíl se přilepí k povrchu jiného a je následně prakticky nemožné je oddělit.

### (Peříčkové kouzlo)
Kouzlo zlehčující cílový objekt.

### Peskipiksi Pesternomi
V českém překladu Peskirarach Pesternomi. Ve druhém díle jej použil Zlatoslav Lockhart na cornwallské rarachy, ale nic se nestalo. Není známo, zda má kouzlo vůbec nějaký účinek.

### (Petardové kouzlo)
Kouzlo, které vyčaruje kouzelnické petardy. Je účinné v duelech, ale může poranit i sesilatele.

### Petrificus Totalus
Kouzlo úplného spoutání, oběť může hýbat jen očima. Hermiona ho použila proti Nevillu Longbottomovi, který chtěl trojici bránit, když v noci opouštěla kolej. Malfoy ho použil proti Harrymu v šestém díle ve vlaku do Bradavic, když zjistil, že odposlouchával pod neviditelným pláštěm. Petra je latinsky skála a totalis je úplný.

### Piertotum Locomotor
Tímto kouzlem profesorka Minerva McGonagallová v sedmém díle oživí bradavické sochy, aby pomohly s obranou hradu. Latinské slovo petra (z čehož je odvozené italské jméno Pier a české Petr) znamená skála. Totus je celý, locus je místo a moto je pohybovat se.

### (Polstrovací kouzlo)
Kouzlo neviditelně změkčí cílový povrch. Je často využívané při výrobě košťat.

### (Pórkové kouzlo)
Způsobí, že cíli z uší začnou růst pórky.

### Portus
Kouzlo, které přemění jakýkoliv předmět v přenášedlo. Poprvé ho použil Albus Brumbál v pátém díle v ředitelově pracovně, po vidění napadení Artura Weaslyho hadem Naginim při plnění úkolu pro Fénixův řád, aby dostal Weasleyovy a Harryho v pořádku na Grimmauldovo náměstí 12. Portare znamená latinsky přemísťovat.

### Pouta na tebe
Případně „Pouta na vás“. Poutací kouzlo. V anglickém originále používáno jako zaklínadlo Incarcerous. Protikouzlo na zrušení pout: Diffindo

### Priori Incantatem
Odhalí předchozí kouzla, která byla hůlkou provedena. V Ohnivém poháru je takto odhaleno, že znamení zla bylo vykouzleno Harryho hůlkou. Prior je v latině „dřívější, předešlý“ a incantatum znamená „zaklínadlo, kouzlo“. Ve 4. díle se střetly sesterské hůlky Harryho Pottera a Lorda Voldemorta. Jejich jádro se spojilo mocným kouzlem, které obrátilo „Prior incantato“ proti Lordu Voldemortovi a jeho znásobená verze odhalila poslední oběti Voldemortovy hůlky.

### (Prohazovací kouzlo)
Kouzlo prohodí pozice dvou objektů.

### (Proměnlivé spojení)
Kouzlo vytvoří spojení mezi dvěma objekty. Jakkoliv se změní jeden (je do něj něco vyryto, či je přeměněn), změní se přesně tak i ten druhý.
Kouzlo bylo využíváno na mince Brumbálovy armády.

### Protego
Štítové kouzlo. Je-li dost silné, může protivníka i odhodit.
V pátém díle jej použije Harry proti Snapeovi, když s ním cvičí nitrobranu. Protego dokáže odvrátit většinu zaklínadel i fyzických útoků, nedokáže však odvrátit ani jednu ze tří „kleteb, které se nepromíjejí“. Formule znamená latinsky chráním.

### Protego Maxima
Kouzlo vytvoří mnohem větší a časově stálý štít na ochranu velkého území.

### Protego Totalum
Silnější varianta Štítového kouzla, která ochrání menší území po delší časový úsek před vetřelci. V sedmém díle Hermiona používá Protego totalum k ochraně jejich tábora.

### Protego Horribilis
Silnější Štítové kouzlo určené pro obranu velkého území proti černé magii. Profesor Filius Kratiknot během bitvy o Bradavice použil Protego horribilis.

### Protego Inimisium
Kouzla užita proti vám, se vsáknou do špičky hůlky. Funguje dokonce na smrtící kletbu. Kouzlo, které bylo užito proti vám, můžete poslat zpět protivníkovi.

### (Proti-podváděcí kouzlo)
Začaruje psací potřebu, například brk, aby ten, kdo ho používá, nemohl podvádět. Používalo se během zkoušek v Bradavicích.

### Pulírexo
Čisticí kouzlo. Bylo použito v pátém díle knihy Nymfadorou Tonksovou k vyčištění Hedvičiny klece. V anglickém originálu zní Scourgify.

## Q

### Quietus
Kouzlo pro ztlumení hlasu na původní sílu (protikouzlo ke kouzlu Sonorus). V latině znamená tichý.

## R

### Redactum Skullus
Kouzlo zmenšující hlavu cíle. Je to také protikouzlo proti Engorgio Skullus.

### Reducio
Způsobuje zmenšení předmětu. Pokud je kouzlo použito jako protikouzlo ke kouzlu Engorgio, předmět se zmenší na původní velikost.

### Reducto
Ničící kouzlo. Kouzlo ve filmu po dopadnutí na živou bytost vytvoří tlakovou vlnu. Po dopadu na předmět ho rozbije nebo rozpráší. Ve čtvrtém díle bylo použito Harrym v bludišti při záchraně Cedrica ze spárů bludiště. V pátém díle bylo použito Ginny Weasleyovou při výcviku Brumbálovy armády. V 7. díle se Harry pokusil zničit pomocí tohoto kouzla viteál, ale nevyšlo to.

### Relashio
Kouzlo donutí jakýkoliv objekt, či osobu, aby uvolnila sevření jiného objektu, či osoby, nebo od sebe dva cíle silou rozdělí. Pod vodou toto kouzlo vytvoří proud vařící vody. Ve čtvrtém díle jej Harry použil proti ďasovcům. V sedmém díle ho použila Hermiona k uvolnění pout draka v Gringottově bance. Release je anglicky uvolnit.

### Reparo
Opravovací kouzlo. Reparo znamená latinsky „obnovit“. Ve filmové podobě použila Hermiona variantu Ocullus Reparo, aby Harrymu opravila brýle.

### Reparifarge
Kouzlo určené k navracení transfigurovaných objektů zpět do původního stavu.

### Reparifors
Kouzlo zahojí škody způsobené kouzly, jako paralýzu, či otrávení.

### Repellentus
Kouzlo odpuzující vodu a další tekutiny. Použito Hermionou Grangerovou (jen v knize) na brýle Harryho Pottera při famfrpálovém zápasu.

### Repello Inimicum
Odpuzuje nepřátele. Často se používá v kombinaci s protego maxima a fianto duri. Bylo použito v sedmém díle při budování magického štítu na ochranu Bradavic.

### Repello mudletum
Udržuje mudly od místa, které bylo tímto kouzlem zabezpečeno. Hermiona ho používala v sedmém díle k zabezpečení místa, kde stanovali, a ve velkém bylo použito na mistrovství světa ve famfrpálu.

### Repleo
Prázdná nádoba se naplní tekutinou, která se v ní nacházela původně.

### Revelio
Odhalující kouzlo. Revelatio je latinsky odhalení. Varianta Specialis revelio odhaluje, je-li daný předmět kouzelný. V šestém díle ho Hermiona použila na Harryho učebnici Přípravy lektvarů pro pokročilé, ale nic se nestalo. Specialis znamená latinsky zvláštní. Homenum revelio odhaluje přítomnost lidí. V sedmém díle ho Hermiona použila v domě číslo dvanáct na Grimmauldově náměstí, ale nic se nestalo (dům byl prázdný). Použito Mlokem Scamanderem ve Fantastických zvířatech při odhalování Grindelwalda. Je také dost složité.

### Revertis fortis
Odhodí soupeře do dálky.

### Rictusempra
Lechtací kletba. Harry ji použil ve druhém díle v soubojnickém klubu proti Dracu Malfoyovi a ten poté lehl na zem a svíjel se v křečích smíchem. Latinsky rictus znamená ústa a semper je stále.

### Riddikulus
Zesměšní cíl kouzla, používá se proto k zahnání bubáka. Bubák je tvor živící se strachem, bere proto na sebe podobu, která podle něj oběť co nejvíce vyděsí a když člověka zastihne nepřipraveného, může ho zcela zaskočit, jako to bylo u paní Weasleyové v pátém dílu. Když se toto kouzlo učilo v hodině Obrany proti černé magii, Nevillův bubák se proměnil v profesora Severuse Snapea a po použití tohoto kouzla měl na sobě oblečení Nevillovy babičky. Bubák Rona Weasleyho se proměnil v pavouka, bubák Parvati Patilové v hada a Harryho bubák na sebe vzal podobu mozkomora. Bubák profesora Remuse Lupina měl podobu úplňku, neboť Lupin byl nakaženým vlkodlakem a v obavě o zdraví svých přátel se každého úplňku obával. Formule v latině znamená „směšný“. K úspěšnému provedení kouzla je nutné si představit něco směšného.

## S

### Salvio Hexia
Ochranné kouzlo, Hermiona ho v sedmém díle používala k zabezpečení místa, kde stanovali. Patrně je to splývací kouzlo na dané místo.

### (Sardinkové kouzlo)
Způsobí, že z nosu oběti vypadávají sardinky.

### Stupefy
Způsobí omráčení protivníka.

### Sectumsempra
Řezací kouzlo. Kletba zasaženého sekne jako neviditelný meč. V šestém díle ji Harry objevil ve staré učebnici lektvarů po Princi dvojí krve (Severus Snape, který ho vynalezl) a pak, nevěda, co kouzlo způsobí, ho použil proti Dracu Malfoyovi. Později se jej neúspěšně pokusil použít proti neživým v jeskyni, kam se s Brumbálem vypravil získat Voldemortův viteál.
V sedmém díle jej během pronásledování na košťatech použije Snape proti smrtijedovi, který se chystá napadnout Lupina, kletba však omylem zasáhne George Weasleyho a utne mu ucho.
Zranění pocházející od této kletby lze vyléčit zaklínadlem, jako to udělal Severus Snape, aby zachránil Draca. Zaklínadlo zní: Vulnera Sanentur (lat: ať se zranění uzdraví) (vysloveno pouze ve filmu).

### Serpensortia
Vykouzlí hada – serpente je z latiny a značí hada. Anglicky sortie znamená let nebo výpad.
Na radu Severuse Snapea ho ve druhém díle knihy v soubojnickém klubu použil Draco Malfoy na Harryho Pottera. Harry místo kouzel použil hadí jazyk (svou schopnost mluvit s hady).

### (Shazovací kouzlo)
Očaruje koště a způsobí, že koště shodí svého jezdce při nejbližší příležitosti.

### Silencio
Tišící kouzlo. Člověk nemůže mluvit, i když otevírá ústa. Formule znamená španělsky ticho.

### Skurge
Kouzlo použité pro vyčištění ektoplazmy, podivného materiálu, který za sebou zanechávají někteří duchové. Kouzlo při seslání vytváří mydliny.

### Slugus Eructo
Paprsek zeleného světla zasáhne oběť, která pak následujících deset minut zvrací slimáky. Použil ho Ron Weasley ve druhém díle na Draca Malfoye. Ron měl však zlomenou hůlku a kouzlo se obrátilo proti němu. Ron pak sám musel slimáky plivat. Kouzlo zní v české verzi „Žer slimáky“.

### Solidatur
Kletba vytvoří kolem oběti kolo rampouchů a nakonec nechá oběť zamrznout do velkého rampouchu který se oběti vynoří pod nohama. Následně oběti zamrzne celé tělo. Kletba jde zrušit pouze jakýmkoliv drtícím kouzlem (např. Bombarda, Confringo, Expulso...), ale po zničení rampouchů bude oběť velmi ochrnutá.

### Somnium
Osoba zasažena kletbou upadá do půlhodinového spánku, při kterém se mu zdá realisticky působící sen. Má prázdný výraz a může u toho i slintat.

### Somnium duo
Kouzelník zasažen kletbou upadá do spánku s tím, kdo vyslal kouzlo. Spánek může ukončit ten, co formuli pronesl. Sdílejí spolu svět, ve kterém se v jejich okolí stane vše, na co pomyslí.

### Sonorus
Kouzlo, po kterém se stává hlas hlasitější. Kouzlo může být také použito k projekci ohlušujícího řevu z hůlky. Formule je z latiny a znamená hlasitý. Používal ho například Ludo Pytloun při komentování Mistrovství světa ve famfrpálu. Protikouzlem je kouzlo Quientus.

### (Spalovací kouzlo)
Kouzlo vytvářející tancující plameny s účelem spálit cíl. Bylo použito v sedmém díle Minervou McGonagallovou.

### Spongify
Kouzlo udělá cíl měkčím a naducanějším.

### Steleus
Kouzlo způsobí, že oběť musí po krátký čas neustále kýchat. Je oblíbené v duelech pro rozptýlení soupeře. Kouzlo je sesláno v podobě střely zelených kruhů.

### (Supersenzorické kouzlo)
Kouzlo zlepší smysly sesilatele.

## Š

### Ševelissimo
Všem nežádoucím osobám v okolí zaplňuje uši nevysledovatelným šumem, takže je možné mluvit bez obav, že budete zaslechnuti. Toto kouzlo bylo vynalezeno Princem dvojí krve a poprvé se objevilo v šestém dílu když se Harry domlouval s Dobbym a s Kráturou. V anglickém originále je užíváno zaklínadlo Muffliato.

### (Šípové kouzlo)
Kouzlo vystřelí z hůlky šíp. Toto kouzlo je oblíbené u Applebyjských Šípů, jeho použití ve famfrpálu bylo však zakázáno Ústředím Britské a Irské Famfrpálové Ligy.

## T

### (Tabu)
Kouzlo seslané na určité slovo. Je-li toto slovo vyřčeno, sesilatel Tabu se okamžitě dozví, kdo slovo vyřkl a kde bylo vyřknuto.

### Tarantallegra
Kouzlo, které přinutí protivníka stepovat. Tarantella je italský tanec a allegro je v hudbě výraz pro rychle. Použil ho v soubojnickém klubu Draco Malfoy na Harryho Pottera.

### (Teleportační kouzlo)
Přenese objekt na jiné místo.

### Tentaclifors
Kouzlo přemění hlavu cíle v chapadlo. Není známo, zdali v této podobě může cíl dýchat.

### Tergeo
Na začátku šestého dílu použila Hermiona toto kouzlo, aby Harrymu smyla krev z obličeje. Formule znamená latinsky čistím.

### Titillando
Lechtací kouzlo. Zasažený se svíjí smíchy, dokud někdo kletbu nezruší.

### (Transmogrifické mučení)
Kouzlo neznámým způsobem mučí a zabije oběť.

## U

### Uši v kumquat
Kouzlo, které má údajně přeměnit uši cíle v tropické ovoce kumquat.

### Ukaž mi cestu
Hůlka se po pronesení těchto slov natočí směrem k severu. Toto kouzlo bylo použito v knize Harry Potter a Ohnivý pohár při třetím úkolu Turnaje tří kouzelníků a je jedním z mála kouzel pojmenovaných v moderní angličtině (v anglickém originálu Point Me).

### (Úchopové kouzlo)
Kouzlo umožňuje, aby byl cíl snadno uchopitelný a držený. Bylo používáno při Famfrpálu. V nynějších dobách je Camrál navržen tak, aby byl snadno udržitelný a není tak tohoto kouzla třeba.

## V

### Ventus
Vyvolá silný proud vzduchu ze špičky hůlky. Kouzlo má i svou posílenou verzi – Ventus Duo.

### (Veslicové kouzlo)
Kouzlo umožňuje loďce, aby sama plula, bez jakékoliv výpomoci.

### Vera Verto
Promění živého tvora v pohár na vodu. Harryho třída se ho učila v přeměňování ve filmovém zpracování druhého ročníku s profesorkou McGonnagallovou. Před pronesením formule je nutno na cíl (tvora) třikrát klepnout hůlkou.

### Verdillious
Při seslání špička hůlky napodobí hořící zelenou prskavku.

### Verdimillious
Kouzlo vystřelí ze špičky hůlky zelené jiskry, které mohou být použity v duelu, ale také k odhalení předmětů skrytých černou magií. Kouzlo má i posílenou verzi Verdimillious Duo, která má však červené zbarvení.

### Vermillious
Viz Perrikulus

### (Věková hranice)
Vytvoří věkovou hranici, kterou nemůže překročit žádný člověk, kterému není např. 21. let. Věkovou hranici použil Albus Brumbál ve čtvrtém díle kolem Ohnivého poháru, aby zajistil, že se nepřihlásí nikdo pod 17 let. Dvojčata Fred a George Weasleyovi se ho pokusili obelstít použitím postaršovacího lektvaru, ale marně.

### Vipera Evanesca
Varianta kouzla Evanesco (vyřčena pouze ve filmu). Je bezpečné a na rozdíl od kletby Avada Kedavra povolené, i když živý cíl rovnou zničí zaživa (bez zabití). Použil jej Severus Snape ve druhém díle v Soubojnickém klubu, když chtěl Harryho ochránit před hadem, kterého na něj vyslal Malfoy.

### Vitaglacius
Kouzlo, které okamžitě zmrazí vodu

### (Viteálová kletba)
Kletba umožňující čaroději nebo čarodějce uzavřít kus své duše do objektu, čímž z něj udělá Viteál. K tomu, aby mohl člověk tohoto ohavného kouzla použít, musí zabít člověka. Jde tak o jednu z nejhorších, ne-li nejhorší podobu černé magie. Použil jej lord Voldemort k vytvoření svých viteálů.

### Voateaceterain
Toto kouzlo působí pouze na zvířata a dělá je mnohem hrůzostrašnějšími a silnějšími.

### Vulnera Sanentur (nebo worne assamentum)
Jedná se o léčivé kouzlo, které bylo vytvořeno Severusem Snapem jako protikouzlo ke kletbě Sectumsempra. Jeho formule se podle knihy podobá písni. Formule se vysloví 3x, než dojde k plnému vyléčení ran. První pronesení zpomalí tok krve. Druhé pronesení navrátí krev do těla. Třetí pronesení uzavře rány. Toto kouzlo bylo použito v knize, filmu i hře Harry Potter a Princ dvojí krve. Z latiny znamená Vulnus- „rány“ a Sanere- „bude zhojeno“.

### (Vyhlazovací kouzlo)
Kouzlo nechá zmizet stopy.

### (Vysušovací kouzlo)
Kouzlo způsobující vysušení určitého množství vody. Není však dost silné, aby ovlivnilo jezera, či rybníky. Většinou se užívá k vysušení oblečení.

### (Vysychání uší)
Kletba způsobující, že uši cíle vyschnou.

### (Vyvržení vnitřností)
Kletba pravděpodobně způsobující vyvržení vnitřností cíle.

### (Vznášecí kouzlo)
Kouzlo umožňující levitovat určitý objekt. Jedná se nejspíš o jednu z variací kouzla Wingardium Leviosa. Bylo použito například Dobbym v druhém díle.

## W

### Waddiwasi
Použil Remus John Lupin ve třetím díle, kdy ji použil proti Protivovi (pouze v knize). Po vyřčení zaklínadla vyletěla z klíčové dírky žvýkačka (kterou tam předtím Protiva nacpal) a vletěla strašidlu do levé nosní dírky.

### Wingardium Leviosa
Způsobuje levitaci předmětů. Ke kouzlu je kromě slov nutný pohyb hůlkou: švihnout a přiklepnout (ve filmu a hře švihnout a mávnout). Jako první z Harryho ročníku se ho naučila Hermiona, za což profesor Filius Kratiknot udělil Nebelvíru body. Vynalezeno Jarlethem Hobarthem roku 1544. Odvozeno od latinského slova levis, což znamená „lehký“ (odtud slovo levitace).

## Z

### (Zahuštění vlasů)
Kouzlo způsobí, že vlasy a obočí oběti jsou velmi husté a začnou rychle růst.

### Zakopni a spadni
Vytvoří neviditelnou překážku o kterou každý zakopne.

### Zapomeň
Případně Zapomeňte či Obliviate (v angličtině také Amnesia či Forget). Člověk, na kterého bylo kouzlo sesláno, kompletně zapomene na určitou událost nebo okamžik, který mu druhý kouzelník nebo čarodějka chce vymazat z paměti. Pokud je kouzlo příliš silné, dokáže vymazat všechny vzpomínky. Funguje i na fotky a obrazy. 
Použito Lockhartem v Tajemné komnatě proti Ronovi a Harrymu. Kouzlil ale Ronovou hůlkou, která byla rozbitá a kouzlo se obrátilo proti němu samotnému. Dále použito Hermionou Grangerovou v sedmého dílu. Použila ho na své rodiče (aby na ni zapomněli - nebyli by tak ohroženi smrtijedy, neboť byli mudlové), později také proti Dolohovovi a Láskorádovi. 

### (Zastírací kouzlo)
Způsobí, že člověk nebo věc, na kterou je kouzlo sesláno, splyne s okolím, a tím jej zneviditelní. Toto kouzlo je ovšem poměrně nespolehlivé a stává se, že ve chvíli, kdy je potřeba nejvíc, neviditelný plášť zradí. Albus Brumbál je ovšem známý tím, že dokáže vykouzlit dokonalé zastírací kouzlo. Poprvé ho použil Alastor Moody v pátém dílu, když chtěli propašovat Harryho na Grimmauldovo náměstí 12. V knize je to popisováno tak, že měl Harry pocit, jako by mu někdo na hlavu rozklepl vejce. Tímto kouzlem jsou také očarovány běžné neviditelné pláště, používané bystrozory a smrtijedy. Ne však ten Harryho. Ten není očarován žádným kouzlem, je to jedna z relikvií Smrti.

### (Zateplovací kouzlo)
Zateplí a vysuší daný předmět. Poprvé ho použila Hermiona Grangerová v pátém dílu na sebe, když se vrátila od návštěvy Hagrida, který se, po dlouhé době, uprostřed zimy, vrátil ze své výpravy, kterou dělal pro Fénixův řád. Vrátila se s mokrými nohavicemi a horkým vzduchem sálajícím ze špičky hůlky si je v nebelvírské společenské místnosti vysušila.

### (Zmrazovací kouzlo)
Zmrazovací kouzlo (v angličtině Freezing Charm) se požívá ke znehybnění. Je možné jej také použít k inaktivaci mudlovských poplašných zařízení, což využíval Horácio Křiklan, když se skrýval v jejich domech před smrtijedy. 
Použila ho například Hermiona na rarachy ve druhém díle, ve filmu s formulí Immobilus (v angličtině Immobulus). Také jej asi použil Lupin ve filmu Harry Potter a vězeň z Azkabanu na Vrbu mlátičku.[zdroj⁠?!] V šestém díle knižní série jej zřejmě neverbálně použil také Brumbál proti Harrymu na astronomické věži, aby mu zabránil zasáhnout do střetu se smrtijedy. Bylo to zároveň poslední kouzlo, které za svého života použil, neboť byl nedlouho poté zavražděn kletbou Avada kedavra.

## Ž

### (Želatinový mozek)
Kouzlo negativně ovlivňující myšlení cíle.

### (Želatinové prsty)
Kletba způsobující změkčení prstů cíle na úroveň želatiny.

### Žer slimáky
Paprsek zeleného světla zasáhne oběť, která pak následujících deset minut zvrací slimáky. Použil ho Ron Weasley ve druhém díle na Draca Malfoye protože řekl Hermioně že je mudlovská šmejdka. Ron měl však zlomenou hůlku a kouzlo se obrátilo proti němu. Ron pak sám musel slimáky plivat. V angličtině kouzlo zní Eat slugs. (Někdy taky Slugus Eructo).

### (Žihadlová kletba)
Bolestivá kletba způsobí, že zasažená část cíle oteče. Byla použita v sedmém díle Hermionou Grangerovou, aby zamaskovala tvář Harryho Pottera.

### (Živý šat)
Kouzlo umožňuje kouzelníkovi oživit a následně ovládat své oblečení, či jeho části.